# Captain Rainbow
Captain Rainbow est un jeu vidéo pour la Wii développé par Skip Ltd. et édité par Nintendo. Il est sorti au Japon le 28 août 2008. Le magazine britannique Official Nintendo Magazine annonce une sortie en Europe et en Amérique du Nord pour l'été 2009, mais celle-ci n'a jamais eu lieu. Une traduction anglaise non-officielle a été publiée en 2017. 
Le joueur y incarne le super-héros Captain Rainbow qui rencontre plusieurs personnages mineurs de Nintendo comme Birdo ou Little Mac et exauce leurs souhaits.

## Trame

### Scénario
L'histoire raconte les péripéties du personnage principal, Nick, qui vient de Mameruca, le pays de la liberté. Il est capable de se transformer en Captain Rainbow, un super-héros qui manie à la perfection le yo-yo, il est aussi vedette de sa propre émission de télévision. Cependant, son émission est devenu impopulaire. Afin de regagner sa popularité, Nick se rend vers l'île Mimin, l'île où tous les vœux se réalisent.
Dans la nuit noire, Nick se rend sur l'île en radeau. Pendant son voyage, il aperçoit une sorte de lapin aux très longues oreilles qui pendent qui se noie dans l'eau. Afin de le sauver, Nick se change en Captain Rainbow et saute dans l'eau. Mais comme l'eau est son point faible, il échoue, s'enfonce dans l'eau, et perd sa ceinture qui lui permet de se transformer.
Quand Nick reprend conscience, il se réveille sur la plage de l'île Mimin, mais il ne se rend compte que plus tard qu'il est sur l'île. Après avoir repris ses esprits grâce au « lapin » qui le fait revivre grâce à ses longues oreilles, Nick s’aperçoit qu'il lui manque sa ceinture. Il voit ensuite des petites créatures nommés Mimin avec la ceinture, mais elles s'enfuient. Comme la ceinture est essentielle pour Nick, il part alors explorer l'île pour la retrouver, et il la récupère rapidement. Ensuite, Nick rencontre quelques personnages oubliés provenant de l'univers de Nintendo (et des 2 précédents jeux de Skip Ltd.) qui sont également venus sur l'île pour réaliser leurs souhaits. Au cours d'une conversation avec eux, Nick apprend qu'aucun vœu n'a été réalisée jusqu'ici, et que Captain Rainbow pourra réparer cette injustice. Nick accepte alors de les aider et l'aventure commence.

### Personnages
- Nick (alias Captain Rainbow)
- Mappo (Giftpia (en))
- Tao (Giftpia (en) et Chibi-Robo!)
- Drake Redcrest (Chibi-Robo!)
- Birdo (Catherine) (Super Mario Bros. 2)
- Little Mac (Punch-Out!!)
- Hikari (Shin Onigashima)
- Takamaru (Nazo no Murasame Jō)
- Ossan (Golf)
- Lip (Panel de Pon)
- Monique (The Legend of Zelda: Link's Awakening)
- Un bataillon de soldats de Famicom Wars
- Le Diable (Devil World)

## Accueil

### Critiques
Famitsu salue l'apparition de certains personnages oubliés de Nintendo ainsi que la musique et le gameplay du titre. Cependant, le magazine a critiqué l'humour du jeu souvent vulgaire.

### Ventes
Les ventes de Captain Rainbow ont été particulièrement décevantes. Selon Media Create, le jeu ne s'est vendu que 6 361 exemplaires lors de sa première semaine d'exploitation. Un total de 22 682 exemplaires se sont écoulés lors de l'année 2008.